# たじろぎ☆LIP
『たじろぎ☆LIP』（たじろぎりっぷ）は、2010年10月8日から2013年8月9日までインターネット放送局「イケ☆スタ」で配信されていたトークバラエティ番組。2013年10月11日より音楽情報番組『たじろぎLIP.music』（たじろぎりっぷどっとみゅーじっく）としてリニューアル後、2015年10月9日までYouTubeで配信されていた。

## たじろぎ☆LIP

### 出演者
MC：村田綾
たじろぎ☆ガールズ
- 倉園由菜
- 星乃みづき
- 粕谷まい

その他の出演者
- ゆーびーむ☆
- きのこ藤戸［マダムきのこ]
- 関野陽平

### ゲスト
| 回 | 配信日         | ゲスト・内容 |
| -- | -------------- | --- |
| 1  | 2010年10月8日  | 1組目 ネイルサロン M BLOOMING スタッフ 2組目 太石好美、わたなべかおり（ザ 東京マルガン）                                                  |
| 2  | 2010年10月22日 | 1組目 YAJI（オフィスエルアール所属、役者）、重井貢治（役者） 2組目 DJ ROKO（女性DJ）、田中優美（Club atom スタッフ）                      |
| 3  | 2010年11月12日 | 1組目 大見久代（旧名：大見遥、女優、and Me）、田中萌 2組目 大野智華（女性格闘家）、326（みつる・打撃武道『我円』）                        |
| 4  | 2010年11月26日 | 脚やせ専門エステ リフィート スタッフ |
| 5  | 2010年12月10日 | 荒川祐加（ブライダルヘアメイクアーティスト） 加藤智美（ヘアメイクアーティスト） 川上沙代子（アクセサリーデザイナー）、VTR出演：渡辺美奈代 |
| 6  | 2010年12月24日 | クリスマス特集 |
| 7  | 2011年1月14日  | 穂のか |
| 8  | 2011年1月28日  | 石川慶一郎（弁護士）、松崎公葉（歯科医師）                                                                                                |
| 9  | 2011年2月11日  | 桑島義明（役者）、松下真由美（女優）、武田薫（女優）                                                                                      |
| 10 | 2011年2月25日  | 桜井ちひろ |
| 11 | 2011年4月8日   | 島崎俊郎 |
| 12 | 2011年4月22日  | Somnian★Rabbit |
| 13 | 2011年5月13日  | 小沢仁志 |
| 14 | 2011年5月27日  | 鼠先輩 |
| 15 | 2011年6月10日  | ルー大柴 |
| 16 | 2011年6月24日  | 大沢樹生 |
| 17 | 2011年7月8日   | Bro.KONE、友情出演：はなわ |
| 18 | 2011年7月22日  | 蛭子能収 |
| 19 | 2011年8月12日  | 林家ペー、林家パー子 |
| 20 | 2011年8月26日  | 杉村太蔵 |
| 21 | 2011年9月9日   | モト冬樹 |
| 22 | 2011年9月23日  | 阿藤快 |
| 23 | 2011年10月14日 | Bro.TOM |
| 24 | 2011年10月28日 | 黒田アーサー |
| 25 | 2011年11月11日 | スザンヌ |
| 26 | 2011年11月25日 | コージー冨田 |
| 27 | 2011年12月9日  | たじろぎ☆LIP 大忘年会 |
| 28 | 2011年12月23日 | クリスマス特集 |
| 29 | 2012年1月13日  | 原口あきまさ |
| 30 | 2012年1月27日  | ボビー・オロゴン |
| 31 | 2012年2月10日  | ガダルカナル・タカ |
| 32 | 2012年2月24日  | カルーセル麻紀 |
| 33 | 2012年3月9日   | ガッツ石松 |
| 34 | 2012年3月23日  | たじろぎ☆サバイバル拡大スペシャル版 |
| 35 | 2012年4月13日  | 岩本恭省 |
| 36 | 2012年4月27日  | コーナーゲスト：アンドウミカ |
| 37 | 2012年5月11日  | 浜田ブリトニー |
| 38 | 2012年5月25日  | 「今夜のオマケ」拡大版スペシャル |
| 39 | 2012年6月8日   | 赤プル |
| 40 | 2012年6月22日  | 相沢まき、コーナーゲスト：脚やせ専門エステ リフィート スタッフ                                                                            |
| 41 | 2012年7月13日  | 杉田かおる |
| 42 | 2012年8月10日  | HIDEBOH |
| 43 | 2012年9月14日  | 谷隼人 |
| 44 | 2012年10月12日 | ビートきよし |
| 45 | 2012年10月20日 | たじろぎ☆LIP 2周年記念イベント |
| 46 | 2012年11月09日 | 村田綾 |
| 47 | 2012年12月14日 | 金山一彦 |
| 48 | 2012年12月22日 | たじろぎ☆LIP 大忘年会＆クリスマスイベント                                                                                                 |
| 49 | 2013年1月11日  | SomnianRabbit |
| 50 | 2013年2月8日   | 米沢瑠美 |
| 51 | 2013年3月8日   | 西崎莉麻 穂のか |
| 52 | 2013年4月12日  | 元たじろぎ☆ガールズ：今井成美、藤島麻衣、粕谷まい                                                                                         |
| 53 | 2013年5月10日  | シミーズ 新曲「Delta」発表 |
| 54 | 2013年6月14日  | 大仁田厚 |
| 55 | 2013年7月12日  | YASU-CHIN（ヤスちん） |
| 56 | 2013年8月9日   | たじろぎ☆LIP 最終回 |

## たじろぎLIP.music

### 出演者
MC：村田綾
レギュラー
- 星乃みづき

1988年11月24日、A型、埼玉県出身
趣味特技：犬、ダンス、ショッピング
- 粕谷まい

1992年9月17日、O型、埼玉県出身
趣味特技：水泳、ダンス、コナンの真似
- 藤島麻衣

1989年1月5日、A型、埼玉県出身
趣味特技：歌、ダンス、ジム通い、愛犬とお出かけ
- 市東孝啓（Crush Da Beat's）

1988年3月28日、O型、千葉県出身
趣味特技：歌う事、サッカー、サーフィン
- RYOJI（Crush Da Beat's）

1988年8月14日、A型、千葉県出身
趣味特技：ギター、テニス
- がんちゃん

1976年4月20日、O型、沖縄県出身
趣味特技：ナンパ、料理、野球、揚琴

### ゲスト
| 回 | 配信日         | ゲスト（出演順）、内容 |
| -- | -------------- | --- |
| 1  | 2013年10月11日 | 山岸リサ、SomnianRabbit |
| 2  | 2013年11月8日  | S'cLean、SOLZICK |
| 3  | 2013年12月13日 | 下舘夏希、MUSICA FAMILIA |
| 4  | 2014年1月10日  | 相沢まき、玉響、たじろぎ.プロデュースゲスト：藤島麻衣                                                                         |
| 5  | 2014年2月14日  | Dear'z、たじろぎ.プロデュースゲスト：藤島麻衣                                                                                 |
| 6  | 2014年3月14日  | CHALCOKO(チャルココ) 和太鼓グループ彩 -sai-                                                                                   |
| 7  | 2014年4月11日  | 島金島-toukintou-、たじろぎ.プロデュースゲスト：藤島麻衣                                                                      |
| 8  | 2014年5月9日   | 春妃(ハルヒ)、AKO(アコ) |
| 9  | 2014年6月13日  | 山本"KID"徳郁 |
| 10 | 2014年7月11日  | Lovetide |
| 11 | 2014年8月8日   | MISSIW、たじろぎ.プロデュースゲスト：藤島麻衣                                                                                 |
| 12 | 2014年9月12日  | Rythm!C |
| 13 | 2014年10月10日 | 大橋藍、本間麻美 |
| 14 | 2014年11月14日 | BLUE SUGAR SPIRITS、sepia |
| 15 | 2014年12月11日 | yoshimi |
| 16 | 2015年1月9日   | hassyee、峰尾こずえ |
| 17 | 2015年2月13日  | はるのまい |
| 18 | 2015年3月13日  | Re＊ |
| 19 | 2015年4月10日  | よしみ×ふみか |
| 20 | 2015年5月8日   | ヒサ絵、HAL、特別ゲスト：MISSIW                                                                                               |
| 21 | 2015年6月12日  | Vocal YUKI |
| 22 | 2015年7月10日  | 眠らない兎 |
| 23 | 2015年9月11日  | MIOLI |
| 24 | 2015年10月9日  | 5周年記念スペシャル（最終回） 元レギュラーメンバー：南知里、優香にょふ、水野杏美、 倉園由菜、cocona*、きのこ藤戸、ゆーびーむ☆ |

## 楽曲配信
iTunes、music.jpにて配信中
- たじろぎ☆LIP ～かぜがふけば～（作詞・作曲：山田イノスケ　編曲：PANPANPAN　歌：たじろぎ☆ガールズ）
- コクルノドッチ（作詞・作曲：山田イノスケ　編曲：PANPANPAN　歌：たじろぎ☆ガールズ）
  - 振り付け師は、浜崎あゆみ、倖田來未、安室奈美恵などのダンスを手がけるRyonryonこと野村涼子が担当。
- 恋のモンスター（作詞・作曲：山田イノスケ　編曲：PANPANPAN　歌：たじろぎ☆ガールズ）
- なわてみち（作詞・作曲：山田イノスケ　編曲：PANPANPAN　歌：藤島麻衣）
- people people（作詞・作曲：山田イノスケ　編曲：PANPANPAN　歌：小谷松直子）
- コパンとヒカリ（作詞・作曲：山田イノスケ　編曲：PANPANPAN　歌：村田綾withたじろぎ☆ガールズ）
- すべるバナナ（作詞・作曲：山田イノスケ　編曲：PANPANPAN　歌：星乃みづき）
- Delta（作詞・作曲：山田イノスケ　編曲：PANPANPAN　歌：シドニー　英訳：シドニー）
- 真夏のJON（作詞・作曲：山田イノスケ　編曲：PANPANPAN　歌：粕谷まい）
- 小さなenergy（作詞・作曲：山田イノスケ　編曲：PANPANPAN　歌：藤島麻衣）

## カラオケ配信
- コパンとヒカリ　2013年7月18日よりカラオケの鉄人にてカラオケ配信開始
- Delta　2013年12月22日よりカラオケの鉄人にてカラオケ配信開始
- people people　2014年2月13日よりカラオケの鉄人にてカラオケ配信開始
- なわてみち　2014年9月11日よりカラオケの鉄人にてカラオケ配信開始
- 真夏のJON　2014年9月11日よりカラオケの鉄人にてカラオケ配信開始

## その他の出演

### テレビ
- そこウサ（2012年2月16日・2012年2月17日、千葉テレビ・TOKYO MX）

### ラジオ
- yoshimiのスキスキっ!（2015年3月7日・14日・21日・28日、FM桐生・REDS WAVE）

### インターネット放送
- 「萌電いんすとー るっ！」　秋葉原 Studio PENTAGON
- 「浜田ブリトニーのぱねぇｃｈ」　あっ!とおどろく放送局

### 雑誌
- アスキー・ドットPC（2012年1月号 - 、アスキー）

### ライブ・イベント
- 「かぜがふけば vol.1」たじろぎ☆ガールズ単独ライブ＠中目黒 solfa
- 「JPS ガールズボイス」＠新宿 RUIDO K4
- 「Moving AcT!!」＠秋葉原 PENTAGON
- 「Artispark」＠渋谷 REX
- 「Pleasure Casket」＠渋谷 RUIDO K2
- 「汐留☆アイドルカーニバル！ミニ」＠汐留AXステージ
- 「たじろぎ☆2周年記念イベント かぜがふけば vol.2」＠新宿 レフカダ
- 「たじろぎ☆大忘年会＆クリスマスイベント」＠恵比寿 JAN KEN PON
- 「HAPPY NEW YEAR FROM URAHARAJYUKU」＠原宿 La Donna
- 「Let's RISE UP vol.1」＠赤坂 BLITZ
- 「Atttttack! BlackHole! 」 ＠池袋 Black Hole
- 「不眠夜」 ＠千葉 SATR NITE